# 厄俄斯
厄俄斯（希腊语： 英語：Eos）古希腊神话中的黎明女神，相对应于古罗马神话中的奧羅拉，是提坦神許珀里翁与忒亞的女儿，太阳神赫利俄斯和月亮女神塞勒涅的姐姐。每天她都亲自为弟弟赫利俄斯用她晨雾一般的手掀开东边天门，让他乘日车进来，开始他在天空朝发夕至之旅。传说裏她每到一处，散发着清香的花瓣和玫瑰香水的水珠便坠落在地上成为露水。

## 形象
古希腊的诗人和画家总把艾奥斯作为一个极其美丽的女神，而荷马常称她为“玫瑰一般手指”（Ροδοδάκτυλον）的女神。用来形容她的其他美称包括：
- （白翼女神）
- （玫瑰冠女神）
- （玫瑰珠女神）
- （金光女神）
- （金座女神，指她所乘坐的黄金天车）
- （金脚女神）
- （番紅花面纱女神）
- （曙光女神）
- （美髮女神，“髮”指晨雾）

## 神话
艾奥斯爱上了人间的美少年提托諾斯（Τιθωνός），但苦于他是凡人而她却作为女神是不死的。她再三恳求宙斯要他让提托諾斯也永远不死，而宙斯终于答应了她以后提托諾斯不会死。在艾奥斯高兴之极，匆匆欲去跟她所爱的人重聚，却忘了只要求宙斯让提托諾斯“不会死”，而非“长生不老”。后来她只能看她爱的强壮青年慢慢不断地老去，然而万年过后他力量与知识全失，日渐衰缩，最终竟缩成一隻蟋蟀，而艾奥斯无可奈何，唯有含着泪水把他关在一个蟬笼子里面，提托諾斯早就失去了说人话的能力，只会用蟬的鸣声终天唧唧唧唧地陪伴她。

## 外部連結
- Theoi Project - Eos（页面存档备份，存于）